# 3e Landingsflottielje
Het 3e Landingsflottielje (Duits: 3. Landungsflottille) was een operationele eenheid van de Duitse Kriegsmarine tijdens de Tweede Wereldoorlog. Zo’n flottielje was normaal uitgerust met onder andere 20 tot 30 stuks van de Marinefährprahm. 

## Geschiedenis

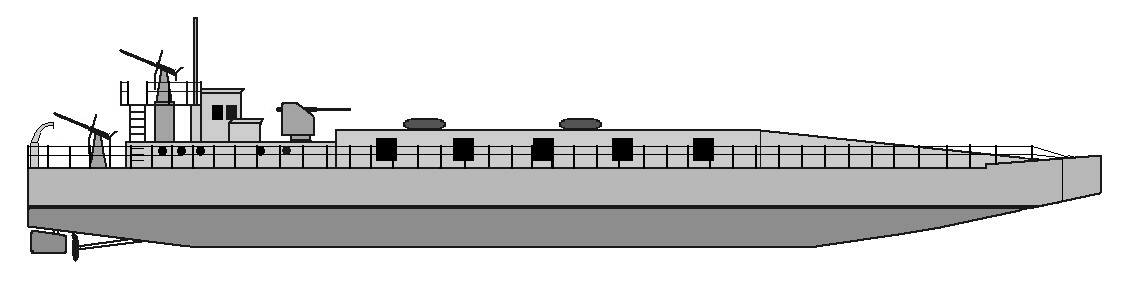
De standaarduitrusting: de Marinefährprahm

Het flottielje werd opgericht in oktober 1942 gevormd in Berdjansk, ten westen van Marioepol, en bestond aanvankelijk uit zes MFP's. Eind oktober 1942 was het flottielje versterkt tot drie groepen met totaal 23 MFP's. Half november 1942 verhuisde het flottielje naar Kertsj vanwege het vroege begin van de winter, omdat verwacht werd dat de haven van Berdjansk zou bevriezen. Vanaf december 1942 werden delen van het flottielje uit Kertsj gebruikt om de Straat van Kertsj over te steken. In 1943 werd het gehele flottielje vanuit Kertsj ingezet voor bevoorradings- en escortetaken. In de nacht van 10 oktober 1943 was het flottielje deel van Operatie Wiking: na de evacuatie van het Koebanbruggenhoofd werd het merendeel van de betrokken landingseenheden in vier transportgroepen teruggestuurd naar Sebastopol. Vervolgens werd het flottielje opgesplitst in twee delen, die werden ingezet in Feodosija en Kamysh Burun. Het hoofdkwartier bevond zich in Feodosia. In november 1943 werd het deel in Kamysh Burun versterkt met boten van Feodosia en andere flottieljes. Van 3 november tot 6 december 1943 werden deze boten gebruikt om de Russische landingsplaats bij Eltingen te blokkeren totdat deze werd ontruimd. Van 5 tot 10 april 1944 werd het flottielje met alle beschikbare boten ingezet bij de evacuatie van Odessa. In april 1944 werden de flottieljeboten die in Kamysh Burun achterbleven, teruggebracht naar Sebastopol. Van 12 tot 16 april 1944 werd het flottielje gebruikt om Feodosia te ontruimen en afgesneden delen van het 5e Legerkorps terug te verplaatsen naar Sebastopol. In mei 1944 werd het flottieljehoofdkwartier verplaatst naar Constanța en het flottielje werd gebruikt om Sebastopol te ontruimen. Na de staatsgreep in Roemenië op 23 augustus 1944 moesten de boten van het flottielje op 26 augustus 1944 onder vuur van Roemeense tanks Constanța evacueren en naar Varna verhuizen. 

### Einde
Het 3e Landingsflottielje werd opgeheven eind augustus 1944 bij Varna. De boten zelf werden hier in augustus 1944 tot zinken gebracht en de bemanningen werden ingezet bij grondoperaties.

## Commandanten
| Rang                 | Naam                | Begin          | Eind          |
| -------------------- | ------------------- | -------------- | ------------- |
| Oberleutnant zur See | Carlheinz Vorsteher | oktober 1942   |               |
| Korvettenkapitän     | Gustav Strempel     | oktober 1942   | januari 1944  |
| Korvettenkapitän     | Karl Mehler         | september 1943 | november 1943 |
| Kapitänleutnant      | Robert Alexy        | november 1943  | februari 1944 |
| Kapitänleutnant      | Herbert Kuppig      | februari 1944  | augustus 1944 |

Korvettenkapitän Mehler en Kapitänleutnant Alexy waren m.d.W.d.G.b.  (mit der Wahrnehmung der Geschäfte beauftragt = als waarnemend commandant aangesteld)